# Avalon (1990)
Avalon (bra/prt: Avalon) é um filme estadunidense de 1990, do gênero drama, escrito e dirigido por Barry Levinson.
Foi lançado nos Estados Unidos em 5 de outubro de 1990.[carece de fontes?]

## Sinopse
Anualmente, no Dia de Ação de Graças, os Krichinskys se reúnem para ouvir seu patriarca contar histórias sobre a chegada da família aos Estados Unidos em 1914.

## Elenco
- Leo Fuchs — Hymie Krichinsky
- Eve Bennett-Gordon — Dottie Kirk
- Lou Jacobi — Gabriel Krichinsky
- Armin Mueller-Stahl — Sam Krichinsky
- Elizabeth Perkins — Ann Kaye
- Joan Plowright — Eva Krichinsky
- Kevin Pollak — Izzy Kirk
- Aidan Quinn — Jules Kaye
- Israel Rubinek — Nathan Krichinsky
- Elijah Wood — Miky Morden